# Érico III da Dinamarca
Érico III (em dinamarquês:  Erik III Lam) foi rei da Dinamarca de 1137 a 1147.
Neto de Érico I da Dinamarca e filho da princesa Ragnhild e de seu esposo Hakon Sunnivasson. Sucedeu ao seu tio, o rei Érico II da Dinamarca em 1137.
Foi um rei débil e sem autoridade alguma, que teve que passar ao seu primo Olavo II da Dinamarca (filho de Harald Kesja), o governo da Escânia. Finalmente abdicou e se retirou ao monastério de Odense onde morreu em 27 de agosto de 1146.
Casou-se em 1144 com Luitgard, filha de Rodolfo I de Stade. Não teve descendentes, a não ser um filho ilegítimo, Magno, pretendente ao trono em 1170.